# Fuga nella giungla
Fuga nella giungla (Camino) è un film del 2015 diretto da Josh C. Waller.

## Trama
Bogotà, Colombia, 1985. La reporter Avery Taggart si era già costruita una solida carriera divenendo nota per la distanza emotiva che mantiene con i soggetti ritratti. Quando si avventura nella giungla con una squadra di mercenari guidati da un ispanico di nome El Guero, Avery si ritrova in un conflitto violento da cui cercherà di uscire.